# Audrius Raizgys
Audrius Raizgys (né le 4 avril 1969 à Plungė) est un athlète lituanien, spécialiste du triple saut.

## Biographie
En plein air, Audrius Raizgys s'impose au niveau national au triple saut à onze reprises (1991-1995, 1997-2001 et 2003), et une fois au saut en longueur (1992). En salle, il remporte onze fois le titre au triple saut (1991-1998 et 2000-2002), et quatre fois à la longueur (1992-1995).

### Palmarès
| Date | Compétition                    | Lieu     | Résultat | Performance |
| ---- | ------------------------------ | -------- | -------- | ----------- |
| 1992 | Championnats d'Europe en salle | Gênes    | 5e       | 16,77 m     |
| 1994 | Championnats d'Europe en salle | Paris    | 12e      | 16,28 m     |
| 1994 | Championnats d'Europe          | Helsinki | 8e       | 16,59 m     |

### Records
| Épreuve     | Épreuve      | Performance  | Lieu      | Date            |
| ----------- | ------------ | ------------ | --------- | --------------- |
| Triple saut | En plein air | 17,29 m (RN) | Vilnius   | 22 juillet 1995 |
| Triple saut | En salle     | 17,04 m      | Panevėžys | 26 février 1995 |